# Oxana Alexandrowna Suprun
Oxana Alexandrowna Suprun (russisch Оксана Александровна Супрун, ukrainisch Оксана Олександрівна Супрун; * 14. Oktober 1924 in Uman; † 1. Mai 1990 in Kiew) war eine sowjetische Bildhauerin.

## Leben
Suprun war die Tochter der Bildhauerin Galina Lwowna Petraschewitsch (1903–1999). Sie studierte am Kiewer Kunstinstitut bei Max Issajewitsch Gelman mit Abschluss 1951 und bei ihrer Mutter.
Suprun war verheiratet mit dem Bildhauer Anatoli Jefimowitsch Belostozki (1921–1993). Ihr Sohn Sergei Anatoljewitsch Belostozki (1952–2003) war Wandmaler und Grafiker.

## Ehrungen
- Ehrenzeichen der Sowjetunion (1960)
- Verdiente Künstlerin der Ukrainischen Sozialistischen Sowjetrepublik (1964)

## Werke

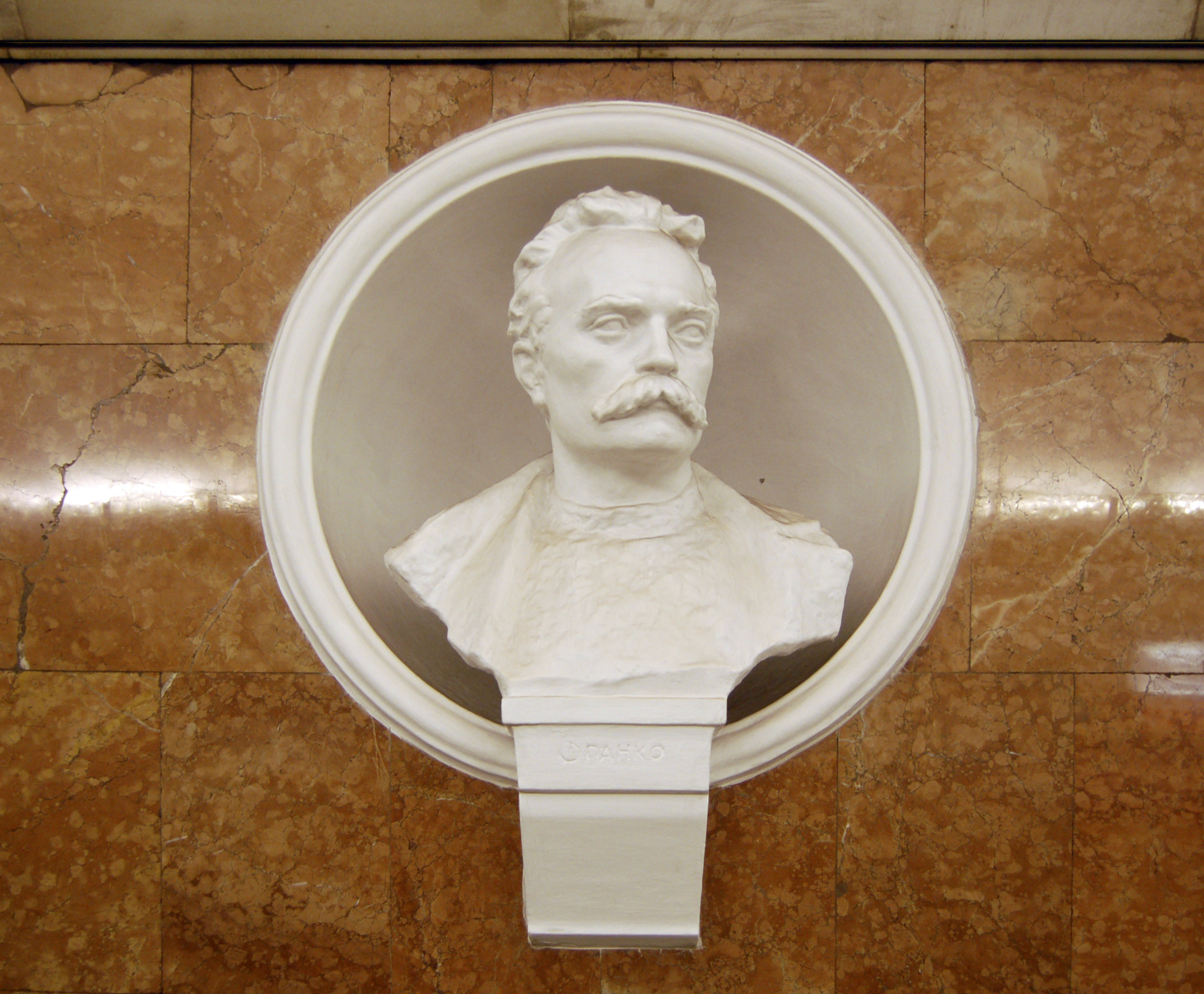
Iwan-Franko-Büste, Kiewer Metrostation Uniwersitet

- Taras Schewtschenko (Acrylglas, mit Wassili Sacharowitsch Borodai und A. J. Belostozki, 1948)
- Partisanin (1951)[2]
- Denkmal für die an den Fronten des Deutsch-Sowjetischen Kriegs getöteten Dorfgenossen (1951), Solotschiw
- Denkmal für die Teilnehmer am Baschtankaer Aufstand 1919 gegen Denikin, Baschtanka
- Gruppe Vor dem Kampf: Bohdan Chmelnyzkyj, Maksym Krywonis und Iwan Bohun (mit A. J. Belostozki, 1954)[1]
- Freundschaft (1954)[1]
- Ein Lied (1955)[1]
- Kolchosbäuerin (1957)
- Büste Iwan Frankos in der Kiewer Metrostation Uniwersitet (1960)[1]
- Porträtskulptur der Panzerzugkommandeurin Ljudmila Naumowna Mokijewskaja-Subok (1965)
- Taras-Schewtschenko-Denkmal (1966), Odessa
- Lenin-Denkmal(1970), Kamjanez-Podilskyj (abgebaut 1992)
- Denkmal für den Dichter-Partisanen Nikolai Iwanowitsch Schpak (1975)